# Planícies e Terras Baixas Amazônicas
As Planícies e Terras Baixas Amazônicas, também chamadas Baixos Platôs (ou Tabuleiros) e Planícies da Amazônia, constituem uma unidade do relevo brasileiro, localizada na Região Norte do Brasil.
Embora sejam genericamente conhecidas como Planície Amazônica, a verdadeira planície aparece apenas margeando o rio Amazonas ou em pequenos trechos, em meio a áreas mais baixas. Esse compartimento do relevo divide-se em: várzeas, tesos ou terraços fluviais e terra firme.
Comumente está associada à bacia sedimentar da Amazônica ocidental. Aroldo de Azevedo foi o primeiro a classificar como Planícies, porém, o geógrafo e professor Aziz Ab'Saber, discordando de seu professor, considerou tal região apenas com o termo genérico de "terras baixas". Além dessas classificações e a do do projeto Radam (reafirmada pelo professor Jurandyr Ross que nomeia essa bacia sedimentar de Planaltos Rebaixados) há a classificação bastante aceita do IBGE, como "depressão periférica", dado então a complexidade de classificar tais relevos, e que, mais tarde, se tornou a usualmente utilizada em mapas e cartas.
- Várzeas: Correspondem às áreas mais baixas, constantemente inundadas pelas cheias do rio Amazonas.
- Tesos ou terraços fluviais: Suas altitudes são sempre inferiores a 30 metros, sendo inundados pelas cheias mais fortes.
- Terra firme: Atinge altitudes de até 350 metros, estando livre das inundações. Ao contrário das várzeas e dos terraços fluviais, formados predominantemente pelos sedimentos que os rios depositam, a terra firme é constituída basicamente por locais que perdem os sedimentos.